# 1945 في المجر
فيما يلي قوائم الأحداث التي وقعت خلال عام 1945 في المجر.

## سياسة

### انتهاء فترة المنصب
- 9 مايو – فيدكون كفيشلينغ رئيس-الوزراء.

## مواليد

### يناير
- 1 يناير – زولتان فارغا لاعب كرة قدم مجري.

### يوليو
- 4 يوليو – أغنس هرانيتزكي مونتيرة مجرية.
- 17 يوليو – إستفان جوهاز لاعب كرة قدم مجري.

## وفيات

### أغسطس
- 26 أغسطس – يوزيف فاغو (مواليد 1906) لاعب كرة قدم مجري.